# Stephan Volkert
Stephan Volkert (* 7. August 1971 in Köln) ist ein ehemaliger deutscher Leistungsruderer, der zwei olympische Goldmedaillen, sechs Weltmeistertitel und einen Juniorenweltmeistertitel gewann.
Volkert, 2,00 m groß und im Schnitt 100 kg Gewicht, wurde als Skullruderer 13-mal Deutscher Meister im Doppelvierer und Doppelzweier sowie einmal Deutscher Meister im Einer-Sprint. National startete er für den RTHC Bayer Leverkusen, für den er seit Beendigung seiner aktiven Karriere als Übungsleiter tätig ist.
Auf internationaler Bühne sind seine größten Erfolge:
- Juniorenweltmeister 1989,
- vierfacher Weltmeister im Doppelvierer (1993, 1999, 2002, 2003), dazu einmal Vizeweltmeister (1995) und einmal Dritter (1994),
- zweifacher Weltmeister im Doppelzweier (1997, 1998),
- zwei Olympiasiege im Doppelvierer (1992, 1996) sowie eine Bronzemedaille (2000).

Für seine sportlichen Erfolge wurde er am 23. Juni 1993 von Bundespräsident von Weizsäcker mit dem Silbernen Lorbeerblatt ausgezeichnet.
Stephan Volkert ist verheiratet und hat drei Kinder (einen Jungen und zwei Mädchen). Er lebt mit seiner Familie bei Köln.